# Кирилово (Старозагорская область)
Кирилово (болг. Кирилово) — село в Болгарии. Находится в Старозагорской области, входит в общину Стара-Загора. Население составляет 680 человек.

## Политическая ситуация
В местном кметстве Кирилово, в состав которого входит Кирилово, должность кмета (старосты) исполняет Кирё Николов Кирев (независимый) по результатам выборов правления кметства.
Кмет (мэр) общины Стара-Загора — Светлин Танчев (Граждане за европейское развитие Болгарии (ГЕРБ)) по результатам выборов в правление общины.